# Cheste
Cheste è un comune spagnolo di 7 002 abitanti situato nella comunità autonoma Valenciana.

## Storia
Secondo Escolano, i primi coloni della regione di Cheste erano diventati membri di alcune tribù della antica Edetania. Ciò è dimostrato da numerosi depositi di varie epoche, come i resti trovati sulla collina di El Castillarejo (ceramica iberica e punte di lancia de l'Età del Bronzo).
Degna di nota è il Tesoro di Cheste, formato da una serie di gioielli e monete d'oro e d'argento, che si trova nell'area de La Safa nel 1864. Tra le monete c'è un denario Sgdenham 140 (RRC 44,5 da 211 a.C.), utilizzato per datare l'occultamento, nella seconda guerra punica.
La popolazione attuale è di origine musulmana. Il Re Giacomo I d'Aragona ha dato questa area a Pedro Cornelio e poi Ximén Perez e l'Ordine della Montesa. Dopo la cacciata dei Moriscos è stato ridotto ad un allegato di Riba-roja de Túria. Fu ripopolata dal barone Cristobal Mercader, ed è stato recuperato demograficamente, avviando nel contempo un periodo di progresso. Durante la dominazione francese, fu occupata dalle truppe del generale Suchet. Durante la guerra carlista, una grande battaglia si è svolta tra questo termine e Chiva, nel 1836, conosciuta come la battaglia di Cañada de la Arena.